# Louisville (Alabama)
Pour les articles homonymes, voir Louisville.
Louisville est une ville du comté de Barbour, en Alabama, aux États-Unis,.
Elle est fondée en 1819 et incorporée en 1834.

## Démographie
| 1880 | 1890 | 1900 | 1910 | 1920 | 1930 | 1940 | 1950 |
| ---- | ---- | ---- | ---- | ---- | ---- | ---- | ---- |
| 211  | 288  | 416  | 483  | 504  | 587  | 662  | 622  |

| 1960 | 1970 | 1980 | 1990 | 2000 | 2010 | - | - |
| ---- | ---- | ---- | ---- | ---- | ---- | - | - |
| 890  | 785  | 791  | 728  | 612  | 519  | - | - |

## Source de la traduction
- (en) Cet article est partiellement ou en totalité issu de l’article de Wikipédia en anglais intitulé « Louisville, Alabama » (voir la liste des auteurs).